# جین اسواگرتی
جین اسواگرتی (به انگلیسی: Jane Swagerty) (زادهٔ ۳۰ ژوئیهٔ ۱۹۵۱) شناگر اهل ایالات متحده آمریکا است.